# West Knighton (Dorset)
West Knighton est une paroisse civile et un village du Dorset, en Angleterre.